# Tomikazu Fukuda

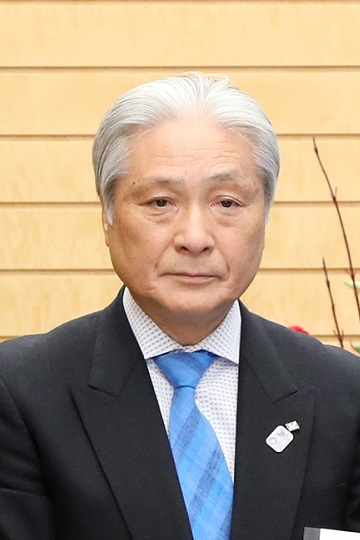
Tomikazu Fukuda, 2019

Tomikazu Fukuda (jap. 福田 富一 Fukuda Tomikazu; * 21. Mai 1953 in Imaichi (heute: Nikkō), Präfektur Tochigi) ist ein japanischer Politiker und seit 2004 Gouverneur der Präfektur Tochigi.

## Leben
Fukuda arbeitete ab 1972 nach seinem Abschluss der Oberschule für die Präfekturverwaltung. 1979 schloss er ein Studium an der Fakultät für Ingenieurwissenschaften der Nihon-Universität ab. 1981 verließ er endgültig die Präfekturverwaltung und eröffnete ein Büro für Architekturplanung und die Vorbereitung von Anträgen an die Verwaltung (gyōsei shōshi).
1983 wurde Fukuda für die erste von zwei Amtszeiten in den Stadtrat von Utsunomiya gewählt. 1990 wechselte er anlässlich einer Nachwahl ins Präfekturparlament, für das er 1991 und 1995 wiedergewählt wurde. Er war unter anderem Vorsitzender der Ausschüsse für Wirtschaftsplanung und Gewerbeförderung. Ab 1999 war er Bürgermeister von Utsunomiya. In seiner zweiten Amtszeit trat er 2004 zurück, um gegen Gouverneur Akio Fukuda anzutreten.
Bei der Gouverneurswahl am 28. November 2004 konnte Tomikazu Fukuda (426.666,525 Stimmen) mit Unterstützung von LDP und Kōmeitō Akio Fukuda (302.776,427 Stimmen) und einen abgeschlagenen KPJ-Kandidaten schlagen. Bei den Wahlen 2008 bis 2024 wurde er jeweils gegen nur einen, meist linken KPJ-gestützten Bewerber fünfmal wiedergewählt.